# Johannes Warncke
Johannes Friedrich Ludwig Heinrich Georg Warncke (* 6. Dezember 1878 in Lübeck; † 8. Januar 1947 ebenda) war ein deutscher Lehrer und Heimatforscher.

## Leben

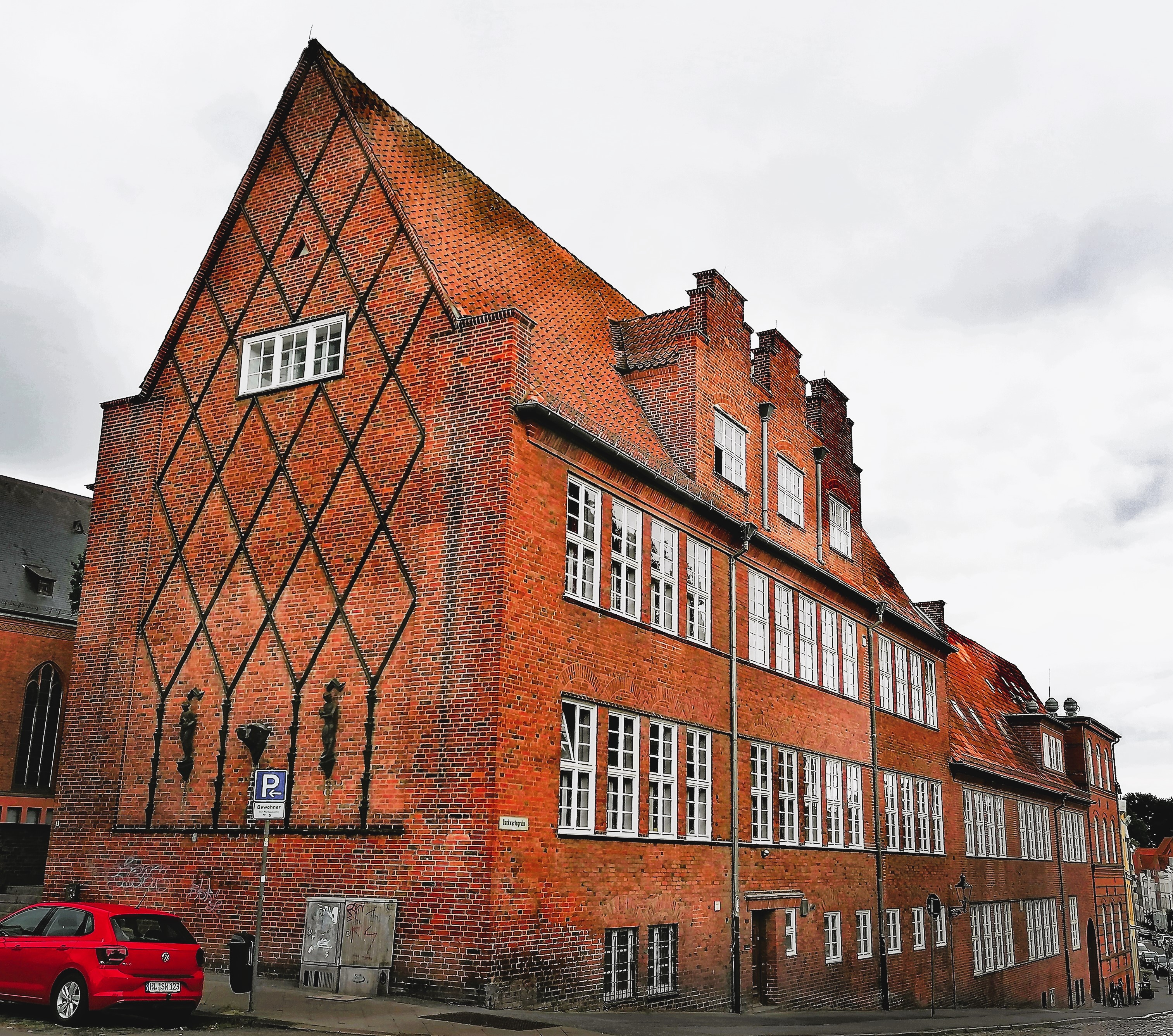
Gewerbeschule Lübeck

Johannes Warncke stammte aus einer Lübecker Handwerkerfamilie; sein gleichnamiger Vater war Malermeister. Er besuchte die Höhere Bürgerschule, sowie das Lübecker Lehrerseminar. In seiner Seminarzeit war er Praktikant am Lübecker Museum bei Theodor Hach. Danach war er zunächst als Volksschullehrer in Lübeck tätig; bald jedoch wechselte er an die Gewerbeschule unter dem Direktorat von Max Metzger. Da er bereits seit 1931 Mitglied der NSDAP war, wurde er im Sommer 1933 zunächst kommissarisch Leiter der Gewerbeschule anstelle des suspendierten Direktors Emil Schweißfurth. Nach dessen Versetzung in den Ruhestand wurde Warncke 1934 offiziell Direktor der Gewerbeschule mit dem Titel Studiendirektor. Vorübergehend war er auch für die Volkshochschule verantwortlich. Er war geschäftsführender Vorsitzender des Nationalsozialistischen Lehrerbunds in Lübeck; 1939 wurde er zusätzlich Fachberater für das Berufs- und Fachschulwesen der Stadtverwaltung. Im Mai 1945 wurde Warncke von der britischen Besatzungsbehörde entlassen und kurzzeitig auch inhaftiert. Er starb Anfang 1947 an einem Schlaganfall.
Warncke galt auf dem Gebiet der Lübecker Geschichte als „überaus kenntnisreich“ und war als Autor, Rezensent, Vortragender und Stadtführer präsent. 1916 untersuchte Warncke in der St.-Jürgen-Kapelle deren Altaraufbau und entdeckte dabei einen gotischen Schnitzaltar, der hinter dem späteren Altarbild verborgen war. Anfang der 1920er Jahre gründete er den Lübecker Führungsausschuss zur Koordination und Schulung der Stadtführer.
Warnckes Spezialgebiet war das Handwerk in Lübeck, über das er 1912 seine grundlegende Untersuchung Handwerk und Zünfte in Lübeck sowie zahlreiche Aufsätze veröffentlichte. Warncke war langjähriges Mitglied im Verein für Lübeckische Geschichte und Altertumskunde. 1934 wurde er für den ausgeschiedenen Johannes Baltzer Mitglied des Vorstands, aus dem er im November 1945 „aus politischen Gründen“ wieder ausschied.
Die nach 1945 erschienenen Nachrufe verschwiegen seine Begeisterung für den Nationalsozialismus und hoben stattdessen hervor, der „deutsche Zusammenbruch und eigenes schweres Erleben im Zusammenhang damit“ hätten seine Lebenskraft geschwächt.

## Erster Film für den Fremdenverkehr
Da es für den Fremdenverkehr bisher lediglich verschiedene Lichtbildreihen gab, beschloss der Senat, Anfang Juli 1919 die Deutsche Lichtbild-Gesellschaft mit der Erstellung eines Films über die Stadt zu beauftragen. Dem angereisten zweiköpfigen Team aus Berlin wurde mit Warncke ein Vorstandsmitglied des Vereins zur Hebung des Fremdenverkehrs als Ortskundiger zur Verfügung gestellt.

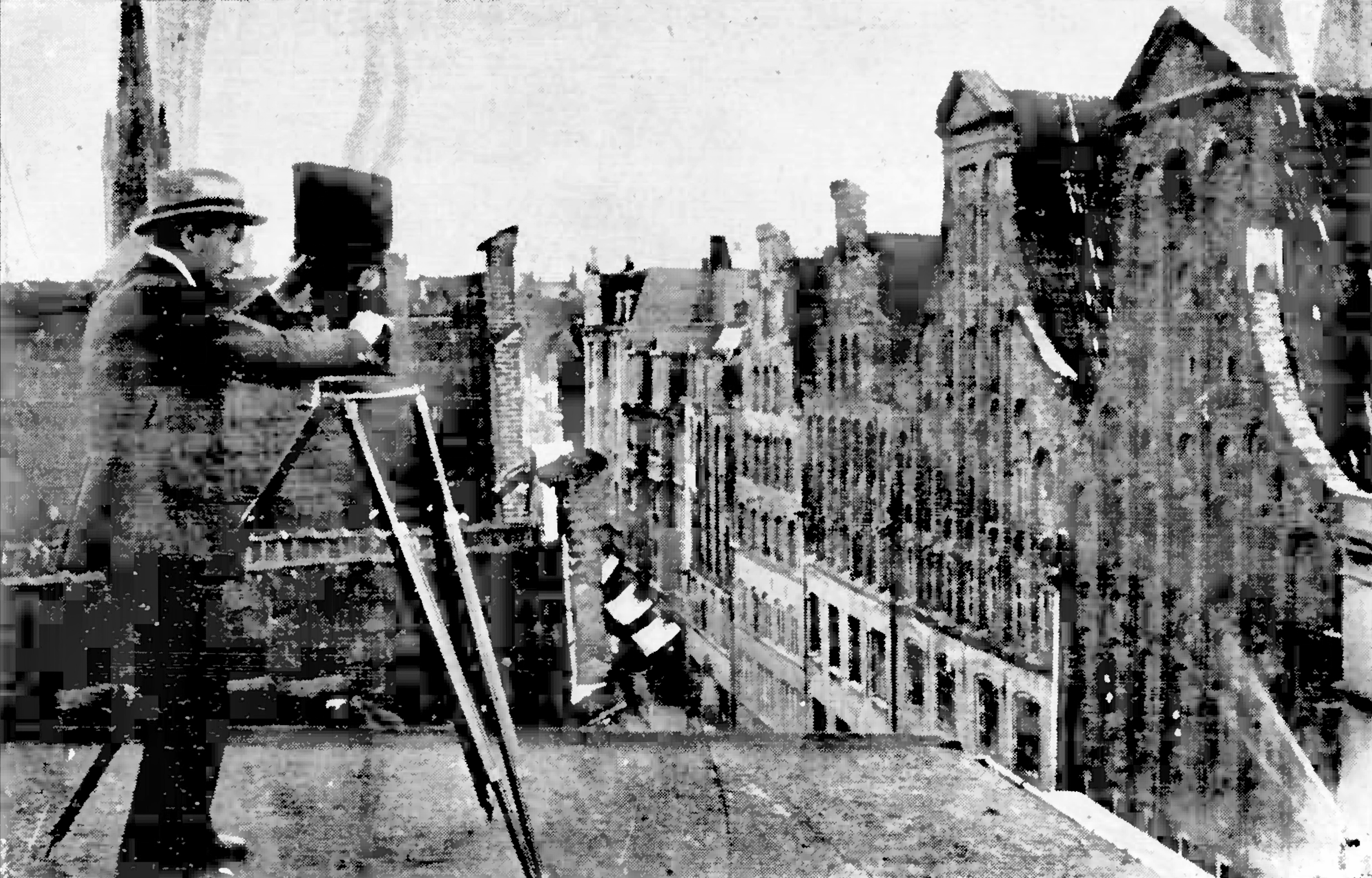
Der Operateur bei der Aufnahme der Giebelhäuser in der Wahmstraße.

In der Hansestadt waren Innenaufnahmen, da eine starke Ausleuchtung der Räume mit elektrischen Lampen und Scheinwerfern nötig gewesen wäre, nicht möglich. Auf Warnckes besonderen Wunsch hin, ermöglichten jedoch Scheinwerfer des Stadttheaters, welche von dessen Direktor Paul von Bongardt zur Verfügung gestellt wurden, die Aufnahme der für die Seehandelsstadt charakteristischen Diele der Schiffergesellschaft und ohne künstliche Beleuchtung ein Durchblick durch die des Schabbelhauses in deren Hof.
Es werden Trägertypen im Hafen, ein Dienstmädchen mit zu jener Zeit schon seltenem Korb mit weißem Flechtwerk beim Tor zum alten St. Annenkirchhof und andere wie auch außerhalb der Innenstadt gelegene Anlagen aus dem Stadtpark oder Häuser des Villenviertels Marli gezeigt.
Im Hafen sah man ladende und löschende Schiffe, das Lagerhaus, die Holzlager, die Werft usw. Es folgten die Teerhofinsel, Schwartau, die Masten der Überlandzentrale, das Dummersdorfer und Hohemeiler Ufer sowie das auftauchende Travemünde. Die von Kurgästen und Ausflüglern vollbesetzte Möwe auf ihrer Abfahrt nach Kellenhusen und das Vermessungsschiff Triton.

## Veröffentlichungen (Auswahl)
- Johann Friedrich Theodor Schmidt. Zeichner und Porzellanmaler in Lübeck (geb. 1822, gest. 1883). Borchers, Lübeck 1906.
- Ein sog. "Pinn"kompaß im Museum Lübeckischer Kunst- und Kulturgeschichte. In: Die Heimat. Monatsschrift des Vereins zur Pflege der Natur- und Landeskunde in Schleswig-Holstein, Hamburg und Lübeck. Bd. 20 (1910), Heft 11, November 1910, S. 247–250 (Digitalisat).
- Handwerk und Zünfte in Lübeck. Borchers, Lübeck 1912; Zweite verbesserte und vermehrte Auflage Lübecker Verlags Anstalt O. Waelde, Lübeck 1937.
- Lübecks Befreiung von der Franzosenherrschaft und die Einsetzung der hanseatischen Legion. Gebr. Borchers, Lübeck 1913.
- Der Silberschatz der Schützengilde zu Neustadt. In: Schleswig-Holsteinischer Kunstkalender, 1917, S. 37–43 (Digitalisat).
- Fuehrer durch den Dom zu Lübeck. Borchers, Lübeck 1919.
- Die Zinngiesser zu Lübeck (= Veröffentlichungen zur Geschichte der Freien und Hansestadt Lübeck. 6). Borchers, Lübeck 1922.
- Die St. Jakobi-Kirche zu Lübeck. Ein Führer. Borchers, Lübeck 1923.
- Die St. Marienkirche zu Lübeck. Borchers, Lübeck 1926.
- Die Edelschmiedekunst in Lübeck und ihre Meister (= Veröffentlichungen zur Geschichte der Freien und Hansestadt Lübeck. 8). Schmidt-Römhild, Lübeck 1927.
  - ergänzend: Lübecker Goldschmiede. Ein Nachtrag zu meinem Buche: Die Edelschmiedekunst in Lübeck und ihre Meister. In: Nordelbingen 13, 1937, S. 109–138.
- Kulturgeschichtliches aus den Lübecker Wetteprotokollen. In: Die Heimat. Monatsschrift des Vereins zur Pflege der Natur- und Landeskunde in Nordelbingen. Bd. 45 (1935), Heft 6, Juni 1935, S. 200–205 (Digitalisat).
- Christus in der Kelter. Ein mittelalterliches Sinnbild in Lübeck. In: Die Heimat. Monatsschrift des Vereins zur Pflege der Natur- und Landeskunde in Nordelbingen. Bd. 46 (1936), Heft 5, Mai 1936, S. 144–146 (Digitalisat).
- Walfischknochen in Lübeck. In: Die Heimat. Monatsschrift für schleswig-holsteinische Heimatforschung und Volkstumspflege. Bd. 49 (1939), Heft 9, September 1939, S. 257–260 (Digitalisat).
- Die Gewerbegesellschaft zu Lübeck in den ersten 75 Jahren ihres Bestehens 1863–1938. Ein geschichtlicher Überblick. Lübeck 1938.
- Siegesfeiern in Lübeck am Ausgang des 17. Jahrhunderts. In: Die Heimat. Monatsschrift für schleswig-holsteinische Heimatforschung und Volkstumspflege. Bd. 50 (1940), Heft 3, März 1940, S. 35–37 (Digitalisat).
- Kerbhölzer im St.-Annen-Museum zu Lübeck. In: Die Heimat. Monatsschrift für schleswig-holsteinische Heimatforschung und Volkstumspflege. Bd. 50 (1940), Heft 8, August 1940, S. 113– (Digitalisat).